# 穂穙家
穂穙家（ほづみけ）は、藤原北家勧修寺流坊城家庶流にあたる華族の男爵家。いわゆる「奈良華族」の一つ。

## 歴史
権大納言坊城俊明の三男俊弘は、はじめ奈良興福寺に入れられ玉林院住職となっていたが、明治元年（1868年）に勅命により復飾し、明治2年（1869年）に堂上格を与えられて一家を起こし穂穙を家号とした。明治8年（1875年）に特旨をもって華族に列し、明治17年（1884年）7月7日の華族令施行で華族が五爵制になると、翌8日に穂穙俊香が男爵に叙された。
3代男爵穂穙俊玄の代の昭和前期に穂穙男爵家の住居は東京市世田谷区北沢にあった。